# Скибинцы (Киевская область)
Ски́бинцы (укр. Скибинці) — село, входит в Белоцерковский район Киевской области Украины.
Население по переписи 2001 года составляло 754 человека. Почтовый индекс — 09813. Телефонный код — 4560. Занимает площадь 3,299 км². Код КОАТУУ — 3224686201.

## Местный совет
09813, Київська обл., Тетіївський р-н, с.Скибинці

## История
В XIX веке село Скибинцы было в составе Бабинецкой волости Сквирского уезда Киевской губернии. В селе была Димитриевская церковь.